# 紫砂陶

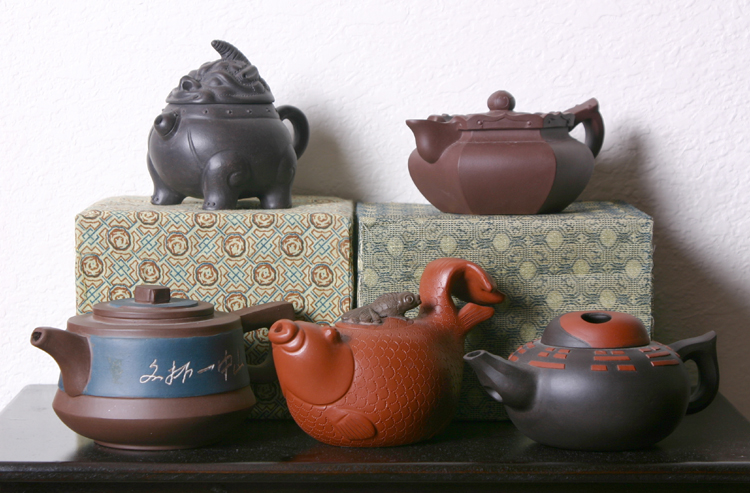
紫砂陶茶壶

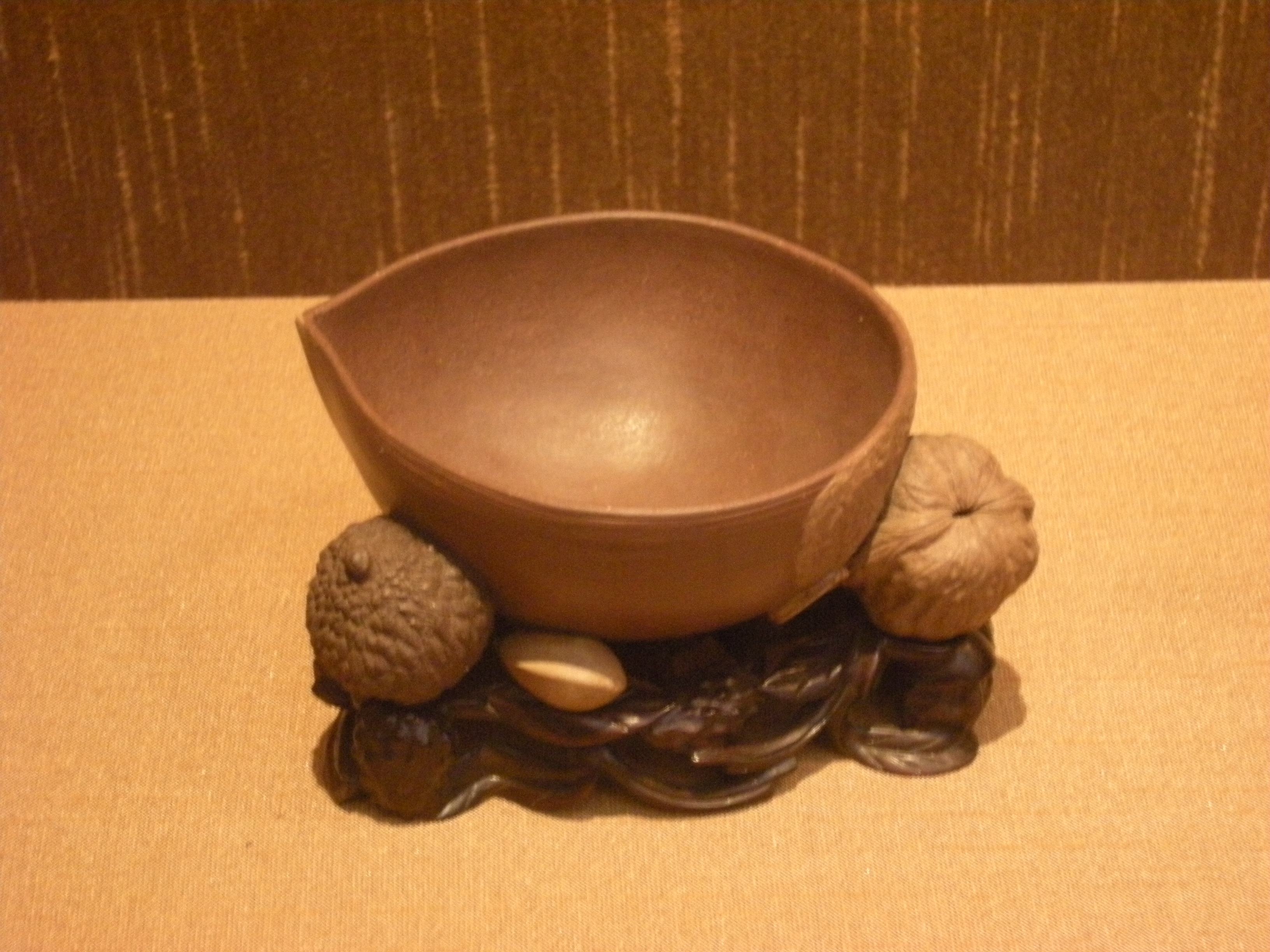
清代陈鸣远款紫砂干果洗，现藏苏州博物馆

紫砂陶是紫砂泥制成的陶制品，主要作品多是茶壶及配套用品如茶杯等。

## 概述
紫砂土是中国宜兴特有的陶土。可以用于烧制紫砂壶的泥一般藏在岩石层下，分布于甲泥的泥层之间，泥层的厚度为几十厘米至一米不等。紫砂壶的泥原料有紫泥、绿泥和红泥三种，俗称“富贵土”。
紫砂的“紫”是因为其制品表面隐含着若有似无的紫光；“砂”则是紫砂成品具有特殊的粒子感。紫砂土含有氧化铁、氧化铝、氧化镁、氧化钾、氧化钠、氧化铅、氧化锰等多种化学成分，胎土属高岭土、石英、云母类型。适中的矿物、化学组合、颗粒等的配合使紫砂陶吸水率低于百分之二，气孔率在一般的陶器和瓷器之间。紫砂泥可塑性强，制作时粘合力较强但又不会粘住工具和手。干燥收缩率小，所以茶壶的口盖能做到紧密结合，甚至能将壶盖提起就能提起整个壶紫砂泥不需要添加其它配料就能单独制作陶器。
紫砂陶外部不施釉，经1100～1180℃烧成，根据调配方法及烧制温度气氛的差异，紫砂陶可呈现天青、栗色、暗肝、梨皮、米黄、朱砂紫、海棠红、青灰、墨绿等色。紫砂陶成品有双重气孔结构：闭口气孔是制品内部的气孔群；开口气孔是包裹在制品周围的气孔群。紫砂壶遇热时（如用沸水淋），壶身细微的气孔会自动张开，将胎土内贮藏的东西吐出来。因此用久了的紫砂壶，由于将部分茶吸收在壶里，即使是不放茶叶将普通的开水冲进去也能泡出淡淡的茶。
由于正宗的紫砂土只有宜兴才有，经过几百年的开采已经逐渐减少，现在紫砂泥价格飞涨，绝大部分泥料现在仅用于制作用料较少的紫砂壶，而非花盆等器皿。 同时现存的古代紫砂壶制品在拍卖场上的价格也日益高涨。

## 制作过程
从矿层中开采出的紫泥，经过露天摊晒风化使其松散，然后经过两次粉碎，再用风力筛选。筛选后得到的泥灰由搅拌机搅成泾泥。泾泥堆放陈腐处理后进行真空练泥，制成可供制坯用的熟泥。技师们为了调整产品色泽，还会将几种泥土混合使用并加入小量矿物质。紫砂泥练和制备过程用水的水质十分讲究，用水会直接影响产品的质量。
熟泥制成后就可以制作茶壶了。制作工具有数十种之多。制作泥坯后再拿去烧制。古代烧制紫砂陶器的窑炉大多是龙窑。龙窑上有一排排放燃料的小洞，燃料则使用松柴。现代普遍使用倒焰窑和隧道窑，并改用煤、柴油、汽油和液化气等作为燃料，并有设备方便控制温度。烧制紫砂陶器需在摄氏一千度以上，就是所谓的“千度成陶”，成品的颜色深浅和具体温度成正比。

## 艺术特色
紫砂茶具主要是紫砂茶壶，兼有其他茶具。用紫砂壶泡茶不失茶的原味，气孔较大，吸水率大於2%，具有良好的透气性。紫砂陶除了它的冲茶的实用性外还兼具艺术性。能工巧匠们发挥他们的创意，将艺术融入到紫砂壶上。他们对紫砂壶的修饰方法除陶刻之外，还有捏塑、彩绘、镶嵌、贴花、调砂、泥绘、印板等等。而镶嵌就分为色泥镶嵌、瓷珠、釉珠镶嵌、螺钿、玉石镶嵌、金银丝镶嵌等。
宜兴的紫砂茶壶技师人才辈出，数百年来制作了不少出自名家之手的紫砂茶壶，成为品茶爱好者的收藏品。
文人对紫砂陶也有偏爱之情。梅尧臣曾作诗：“小石冷泉留早味，紫泥新品泛春华。”欧阳修则感叹：“喜共紫瓯吟且酌，羡君潇洒有余情。”

## 历史沿革

### 宋代至明代正德年间
这段时期紫砂壶属于初创阶段，出品比较简单。宋代诗人欧阳修、梅尧臣等人的诗词中，都有提及紫砂茶具。明正德年间较有名的陶工有金沙寺僧和供春。

### 明代嘉靖至万历年间
明代嘉靖至万历年间，是宜兴紫砂技术的成熟时期。先有董翰，赵梁，元畅，时鹏等人并称“四大家”，继有时大彬、李仲芳、徐友泉等称“三大家”。制壶技法也大为改进，槌片、围圈、打身筒的成型法和泥片镶接成型法等新技术涌现。

### 明末至清代
明朝末年至清朝雍乾年间（十七世纪晚期至十八世纪初期）紫砂工艺发展向装饰纹样，花样图案造型等改进。著名作品有明末项圣思所作“桃杯”，陈鸣远、陈鸿寿、邵大亨等名家涌现。

### 近代和现代
近代和现代紫砂陶从泥料质地到工艺流程都有新的发展。黄玉麟、裴石民、朱可心、顾景舟、蒋蓉、汪寅仙等都是制壶名家。

## 近况
正宗紫砂土只在宜兴才有，历代的紫砂壶的原料质量都有下降趋势，到了2000年代以后紫砂土更是将近枯竭。自1990年代末，中国国内人们生活水平逐渐提高，对紫砂壶的需求量也日渐增大。除了紫砂壶在拍卖行的拍卖价格日渐高昂外，不少商人将一些普通陶土加入矿物质制作成外观类似紫砂陶的茶具。更有商人将紫砂概念运用到饭锅中，利用广东人喜欢煲汤的习俗，制作出所谓的“紫砂煲”，方法与前述类紫砂茶具类似。

## 官方网站
- 宜兴紫砂陶